# Beilschmiedia pauciflora
Beilschmiedia pauciflora är en lagerväxtart som beskrevs av Hsi Wen Li. Beilschmiedia pauciflora ingår i släktet Beilschmiedia och familjen lagerväxter. Inga underarter finns listade i Catalogue of Life.